# العلاقات الألبانية الأندورية
العلاقات الألبانية الأندورية هي العلاقات الثنائية التي تجمع بين ألبانيا وأندورا.

## مقارنة بين البلدين
هذه مقارنة عامة ومرجعية للدولتين:
| وجه المقارنة                                              | ألبانيا                                                    | أندورا                                                     |
| --------------------------------------------------------- | ---------------------------------------------------------- | ---------------------------------------------------------- |
| المساحة (كم2)                                             | 28.75 ألف                                                  | 468                                                        |
| عدد السكان (نسمة)                                         | 3.02 مليون                                                 | 76.18 ألف                                                  |
| الكثافة السكانية (ن./كم²)                                 | 105.04                                                     | 16.28 ألف                                                  |
| العاصمة                                                   | تيرانا                                                     | أندورا لا فيلا                                             |
| اللغة الرسمية                                             | اللغة الألبانية                                            | اللغة الكتالونية                                           |
| العملة                                                    | ليك ألباني                                                 | يورو                                                       |
| الناتج المحلي الإجمالي (بليون دولار)                      | 13.04 مليار                                                | 3.01 مليار                                                 |
| الناتج المحلي الإجمالي (تعادل القوة الشرائية) بليون دولار | 33.17 مليار                                                |                                                            |
| الناتج المحلي الإجمالي الاسمي للفرد دولار أمريكي          | 3.94 ألف                                                   |                                                            |
| الناتج المحلي الإجمالي للفرد دولار أمريكي                 | 11.11 ألف                                                  |                                                            |
| مؤشر التنمية البشرية                                      | 0.764                                                      | 0.858                                                      |
| رمز المكالمات الدولي                                      | +355                                                       | +376                                                       |
| رمز الإنترنت                                              | .al                                                        | .ad                                                        |
| المنطقة الزمنية                                           | توقيت وسط أوروبا، ت ع م+01:00، ت ع م+02:00، أوروبا/تيرانا ‏ | ت ع م+01:00، توقيت وسط أوروبا، ت ع م+02:00، أوروبا/أندورا ‏ |

## منظمات دولية مشتركة
يشترك البلدان في عضوية مجموعة من المنظمات الدولية، منها:
| علم المنظمة | اسم المنظمة                    | تاريخ انضمام ألبانيا | تاريخ انضمام أندورا |
| ----------- | ------------------------------ | -------------------- | ------------------- |
|             | الاتحاد الدولي للاتصالات       | 2 يونيو 1922         | 12 نوفمبر 1993      |
|             | مجلس أوروبا                    | ?                    | ?                   |
|             | منظمة حظر الأسلحة الكيميائية   | ?                    | ?                   |
|             | الأمم المتحدة                  | 14 ديسمبر 1955       | 28 يوليو 1993       |
|             | منظمة الأمن والتعاون في أوروبا | 19 يونيو 1991        | 25 أبريل 1996       |
|             | منظمة الشرطة الجنائية الدولية  | ?                    | ?                   |
|             | يونسكو                         | 16 أكتوبر 1958       | 20 أكتوبر 1993      |

## وصلات خارجية
- موقع وزارة الخارجية الألبانية
- موقع وزارة الخارجية الأندورية